# Langues à Wallis-et-Futuna
Deux langues polynésiennes vernaculaires, le wallisien et le futunien, sont parlées respectivement à Wallis et à Futuna. Le français est la langue officielle de Wallis-et-Futuna, collectivité d'outre-mer française en Océanie ; il est parlé par 82,7 % de la population.
Issues du proto-polynésien, les langues autochtones se sont progressivement différenciées pour former le wallisien et le futunien. À partir du XIXe siècle commencent les premiers contacts avec l'anglais (sous forme d'un pidgin) à travers le commerce, puis avec le latin d'église apporté par les missionnaires catholiques en 1837. Jusqu'en 1961, cependant, Wallis et Futuna restent majoritairement monolingues, protégées des influences extérieures. Ce n'est qu'avec la création du territoire d'outre-mer en 1961 que le français arrive dans l'archipel, en particulier à travers le système d'éducation uniquement dispensé en français. La situation évolue alors vers un bilinguisme wallisien-français ou futunien-français et est encore en pleine transformation dans les années 2020. 
Cette histoire se retrouve dans le lexique par de nombreux emprunts à l'anglais, au latin puis au français dans les langues wallisienne et futunienne. Ces langues ont également influencé le français parlé à Wallis-et-Futuna, qui relève du français océanien. Wallis-et-Futuna fait partie de la francophonie.
La question des langues à Wallis et Futuna a été éminemment politique. Les missionnaires maristes ont réussi à convertir les populations locales en grande partie grâce à leur maîtrise des langues vernaculaires et ont été les premiers à les écrire et les codifier. Les tensions linguistiques dans l'enseignement traduisent les luttes de pouvoir entre la mission catholique et l'administration française, qui réussit à partir de 1961 à imposer l'usage du français. En outre, les rapports entre les différentes langues sont souvent inégaux et il existe une double diglossie entre le wallisien et le futunien ainsi qu'entre le wallisien et le français.
Depuis l'émigration massive de Wallisiens et Futuniens en Nouvelle-Calédonie et en France métropolitaine à partir des années 1960, de nouveaux enjeux sont apparus : celui de la transmission et de la préservation des langues vernaculaires, menacées à long terme de disparition. 

## Histoire linguistique

### Différenciation du proto-polynésien

La Polynésie ancestrale (hawaiki), zone où s'est développé le proto-polynésien avant de se séparer en multiples langues polynésiennes, dont le wallisien et le futunien. Fidji n'en fait pas partie.

Les îles de Wallis et de Futuna font partie de la Polynésie, région de l'Océanie peuplée autour du Ier siècle av. J.-C.par des populations lapita, parlant des langues austronésiennes. Avec les îles alentour (Tonga, Samoa) Wallis et Futuna ont formé le foyer originel de la Polynésie. Dans cette zone s'est développé l'ancêtre des langues polynésiennes, le proto-polynésien.
Par la suite, le proto-polynésien s'est séparé en deux dialectes : le groupe tongique au sud (Tonga et Niue) et le proto-polynésien nucléaire qui était parlé à Wallis, Futuna, Niuafo'ou, Niuatoputapu et Samoa. Peu à peu, le proto-polynésien nucléaire s'est lui aussi différencié et des langues propres sont apparues dans ces différentes îles : 
- le wallisien à 'Uvea (Wallis)
- le futunien à Futuna
- le samoan dans les îles Samoa
- le niuatoputapu à Niuatoputapu[Note 1]
- et le niuafo'ou à Niuafo'ou[Note 2]

Toutes ces langues polynésiennes gardent une forte intercompréhension entre elles  ; en outre, les voyages et les contacts étaient fréquents entre les différents archipels. 

### Influence des langues voisines

#### Samoan
En raison des nombreux voyages interinsulaires entre les archipels des Tonga, des Samoa, de Wallis et de Futuna, de nombreux mots ont été échangés entre ces langues polynésiennes. On trouve notamment des emprunts samoans en wallisien et futunien. Svenja Völkel (2010) suggère ainsi que certains termes du langage honorifique que l'on retrouve à Samoa, Futuna, Wallis et Tonga proviennent du samoan.

#### L'influence tongienne sur le wallisien
Au XVe et XVIe siècles, des Tongiens s'établissent à 'Uvea. La langue wallisienne se transforme alors en profondeur, intégrant de nombreux éléments du tongien. Le wallisien emprunte notamment l'accent de définitude. Encore aujourd'hui, la place du wallisien dans la classification des langues polynésiennes est difficile, tant le substrat tongien est important,. 
Futuna, au contraire, réussit à résister aux tongiens, ce qui explique que le futunien ait gardé un grand nombre de traits du proto-polynésien. La linguiste Claire Moyse-Faurie note ainsi que « le futunien apparaît comme la langue polynésienne la plus conservatrice, ayant gardé intactes toutes les consonnes du proto-polynésien nucléaire ».
|         | Correspondance des phonèmes entre langues polynésiennes |         |        |         |          |           |                     |
| Phonème | Proto-polynésien                                        | Tongien | Samoan | Tokelau | Futunien | Wallisien | Français            |
| /ŋ/     | *taŋata                                                 | tangata | tagata | tagata  | tagata   | tagata    | homme               |
| /s/     | *sina                                                   | hina    | sina   | hina    | sina     | hina      | gris de cheveux     |
| /ti/    | *tiale                                                  | siale   | tiale  | tiale   | tiale    | siale     | Gardenia tahitensis |
| /k/     | *waka                                                   | vaka    | vaʻa   | vaka    | vaka     | vaka      | canoë               |
| /f/     | *fafine                                                 | fefine  | fafine | fafine  | fafine   | fafine    | femme               |
| /ʔ/     | *matuqa                                                 | motuʻa  | matua  | maatua  | matu'a   | matu'a    | parent              |
| /r/     | *rua                                                    | ua      | lua    | lua     | lua      | lua       | deux                |
| /l/     | *tolu                                                   | tolu    | tolu   | tolu    | tolu     | tolu      | trois               |
| /p/     | *puaka                                                  | puaka   | puaʻa  | puaka   | puaka    | puaka     | cochon              |

#### Influence limitée du fidjien
Quelques emprunts au fidjien sont présents en wallisien (kulo « marmite », vesa « sorte de jarretière ») ; ils sont beaucoup plus nombreux en futunien en raison de la proximité géographique de Futuna avec les Fidji. Outre l'interjection vinaka « que c'est beau » empruntée au fidjien, de nombreux termes relatifs à l'agriculture et aux tarodières font référence aux Fidji (sous la forme fiti), preuve des échanges inter-insulaires qui ont eu lieu dans la région : fakasoa fiti « clone d'igname Alata », mago fiti « variété de manguier » ou encore la'akau fiti « arbre de Fidji » pour désigner le papayer. Cependant, les contacts linguistiques étaient beaucoup plus fréquents avec Tonga et Samoa en raison des vents favorables.

### L'arrivée des langues européennes dans la région
L'histoire des contacts linguistiques avec les Occidentaux est facilement observable à partir des emprunts lexicaux qui ont laissé des traces dans le vocabulaire du wallisien et du futunien, permettant de retracer trois grandes périodes : les débuts avec l'anglais, le latin avec les missionnaires, puis l'arrivée du français depuis 1961.

#### Contacts avec les hollandais (1616)

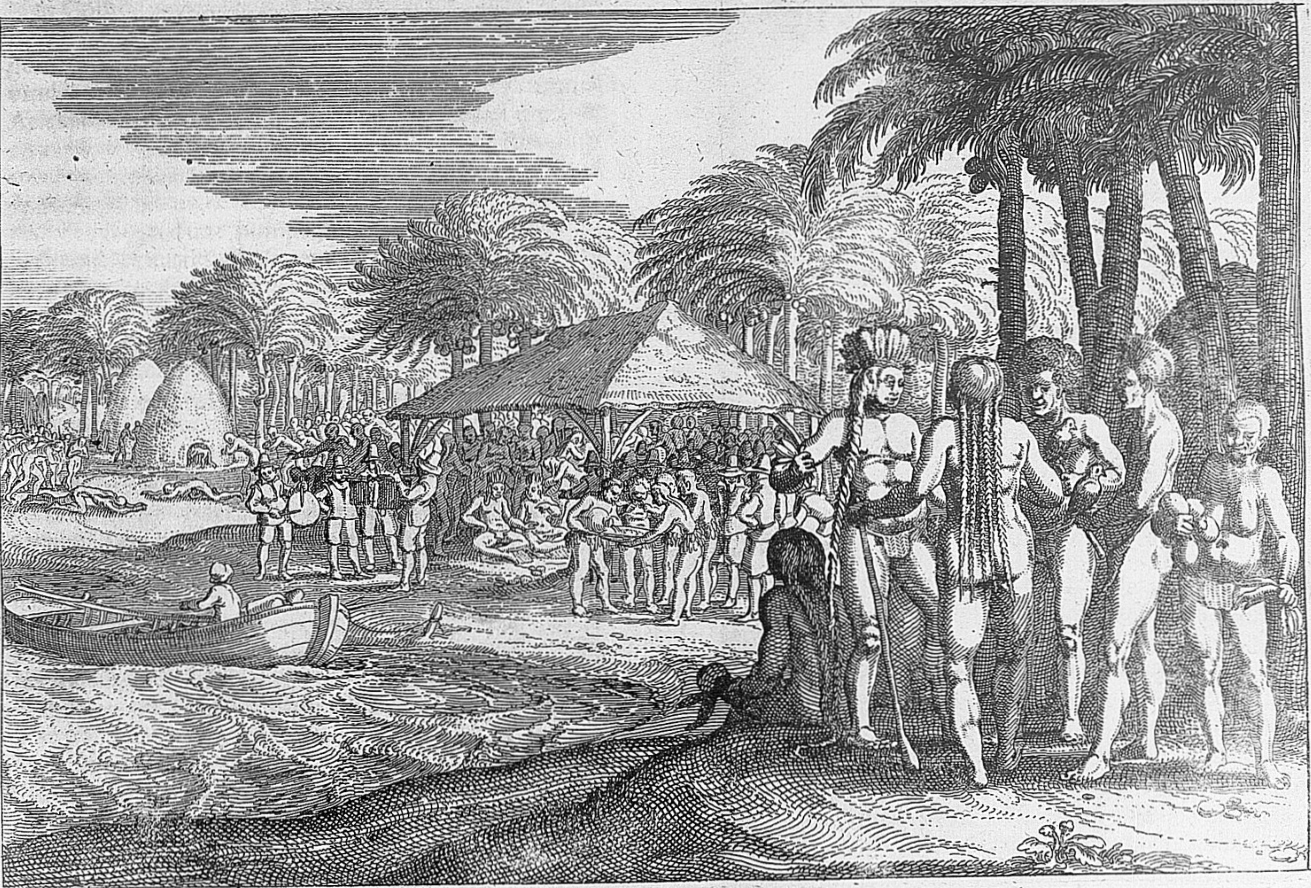
En 1616 ont lieu les premiers contacts entre des navigateurs hollandais et la population de Futuna.

Les premiers européens à pénétrer dans la région sont les hollandais Willem Schouten et Jacob Le Maire qui accostent à Futuna, Niuatoputapu et Niuafoʻou en 1616. De cette rencontre brève (deux semaines), les Hollandais ramènent une liste de mots qui permet au linguiste Hadrian Reland de montrer les similitudes entre le futunien, le malgache, le malais et d'autres langues austronésiennes en 1706,. À la suite de cette rencontre, les langues polynésiennes locales (dont le futunien) ont emprunté le mot pusa « boîte » issu du hollandais bus ou bos. Ce contact reste toutefois anecdotique par rapport à l'histoire linguistique de Wallis-et-Futuna. 

#### L'anglais, première langue de contact avec l'extérieur (XIXe-débutXXe)
Au début du XIXe siècle, des navires européens et australiens commencent à circuler dans la région. Ces baleiniers (provenant notamment de Nouvelle-Angleterre) s'arrêtent à Wallis (moins à Futuna, plus difficile d'accès). Pour converser avec les équipages, les Wallisiens utilisent une forme pidginisée d'anglais. Certains marins désertent les navires occidentaux. Ces « écumeurs de plage » ou beachcombers parlent anglais ; ils sont intégrés aux populations locales. De plus, les bateaux américains recrutent souvent des wallisiens à leur bord et certains chefs, notamment du sud de l'île (Mu'a), maîtrisent suffisamment l'anglais pour être les interlocuteurs privilégiés des capitaines étrangers. 
En conséquence, l'usage de l'anglais se développe au sein de la population wallisienne et le wallisien emprunte un grand nombre de mots pour désigner les techniques et les denrées européennes (mape « carte » de l'anglais map, suka « sucre » de sugar, sitima « bateau à moteur », de steamer, pepa « papier », de l'anglais paper, motoka « voiture  » de motor-car, etc.),. Ces termes sont aujourd'hui complètement intégrés au lexique du wallisien et du futunien.
En 1935, le géographe Edgar Aubert de la Rüe de passage à Futuna indique qu'aucun Futunien ne parle français. Il réussit cependant à communiquer avec le roi de Sigave et un autre futunien en anglais, langue qu'ils avaient apprise aux Fidji.

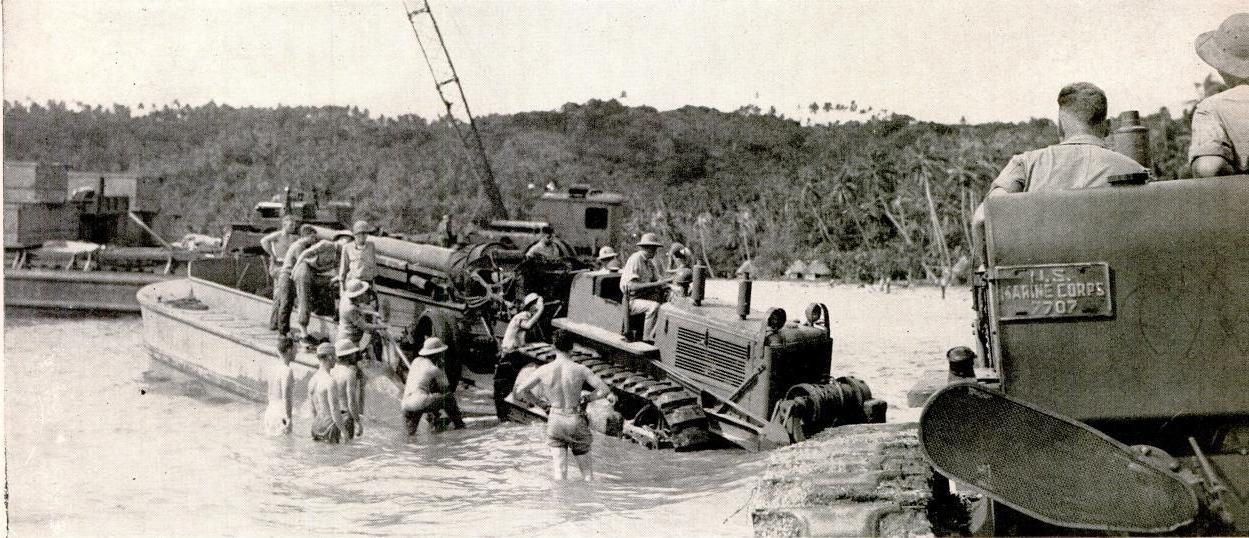
De 1942 à 1944, plusieurs milliers de soldats américains sont présents à Wallis et introduisent de nouveaux mots anglais en wallisien.

D'après le linguiste Karl Rensch, l'usage de ce Pidgin English a perduré jusque dans les années 1930 : la plupart du commerce wallisien se faisait en effet avec Fidji et d'autres îles anglophones alentour. Ces liens commerciaux se sont rompus en 1937 lorsqu'un parasite (oryctes rhinoceros) a ravagé les plantations de coprah à Wallis. Wallis et Futuna se sont alors tournés vers des territoires francophones du Pacifique : les Nouvelles-Hébrides (Vanuatu) et la Nouvelle-Calédonie et l'usage de l'anglais a fortement diminué.
L'anglais a été de nouveaux présent à Wallis, et ce de façon massive, lors de la Seconde Guerre mondiale. De 1942 à 1946, plus de 4 000 GIs stationnent sur l'île transformée en base de l'armée américaine. En conséquence, de nouveaux mots anglais ont été incorporés au lexique wallisien, comme aisi « glace , réfrigérateur », de l'anglais ice. Par contre, Futuna n'est pas investie par les Américains même si des emprunts à l'anglais datent de cette période.

#### Introduction du latin d'église avec les missionnaires
En 1837, deux missionnaires maristes français débarquent à Wallis et deux autres à Futuna. En dépit de l'isolement, ces missionnaires sont aidés à Wallis par quelques beachcombers européens présents qui maîtrisent le wallisien et un missionnaire protestant leur sert d'interprète. Venus pour évangéliser la population autochtone, les missionnaires demandent aux autorités le droit de s'installer afin d'apprendre la langue locale. Dès le départ, la connaissance des langues vernaculaires a donc été central dans la démarche des missionnaires. Pour Karl Rensch, « la clef [du] succès [du Père Bataillon] était la maitrise parfaite de la langue wallisienne ». Les maristes sont les premiers à mettre le wallisien et le futunien par écrit : dès 1839, le père Bataillon s'attelle à la rédaction d'un dictionnaire et une grammaire du wallisien ; en 1878, Isidore Grézel fait publier un dictionnaire et une grammaire du futunien après vingt ans passés à Futuna. 
La création du protectorat de Wallis-et-Futuna en 1887 ne change pas véritablement la donne, puisque l'administration française se résume à un résident à Wallis, qui ne parle pas la langue vernaculaire.  
De nombreux emprunts au latin intègrent les langues locales, en particulier dans le domaine religieux (ʻēkelesia « église », katiko « cantique », temonio « démon ») ainsi que celui du temps : le calendrier grégorien remplace le calendrier traditionnel futunien et les missionnaires inventent des nouveaux noms pour les jours de la semaine, en les numérotant à partir du dimanche (à l'instar du portugais). 

#### Missionnaires et langues locales
Dès leur arrivée, les missionnaires prennent en charge l'enseignement. Leur objectif est de former un clergé autochtone et ils enseignent, en wallisien, la lecture, les mathématiques ainsi que le latin d'église. L'alphabétisation des populations locales d'Uvea et de Futuna se fait donc d'abord dans leur langue maternelle. Des textes religieux en wallisien et en futunien sont imprimés à partir de 1843.
En 1873, les missionnaires ouvrent un séminaire à Lano destiné à la formation des prêtres catholiques d'Océanie. Pendant soixante ans, des séminaristes de Tonga, Samoa, Niue, Futuna et bien sûr Wallis y reçoivent un enseignement entièrement en wallisien.
Le français n'est pas du tout enseigné, car il présente peu d'intérêt aux yeux des maristes. Rapidement, cette question devient un point d'achoppement avec l'administration française, qui reproche au clergé de priver la population locale de la langue française. Pendant une brève période, des maristes sont envoyés par Mgr Olier pour enseigner le français (jusqu'en 1911). La première école publique est ouverte en 1933 à Mata-Utu par le résident Brochard après d'âpres négociations. L'accord trouvé entre la mission et le résident prévoit que l'emploi du temps, destiné uniquement à l'apprentissage du français, n'interfère pas avec les écoles catholiques des missionnaires. Mais l'école ferme quelques mois plus tard faute d'élèves. Ainsi, le français reste quasiment absent du paysage linguistique durant toute la première moitié du XXe siècle.

### Depuis 1961: l'arrivée du français et l'apparition du bilinguisme

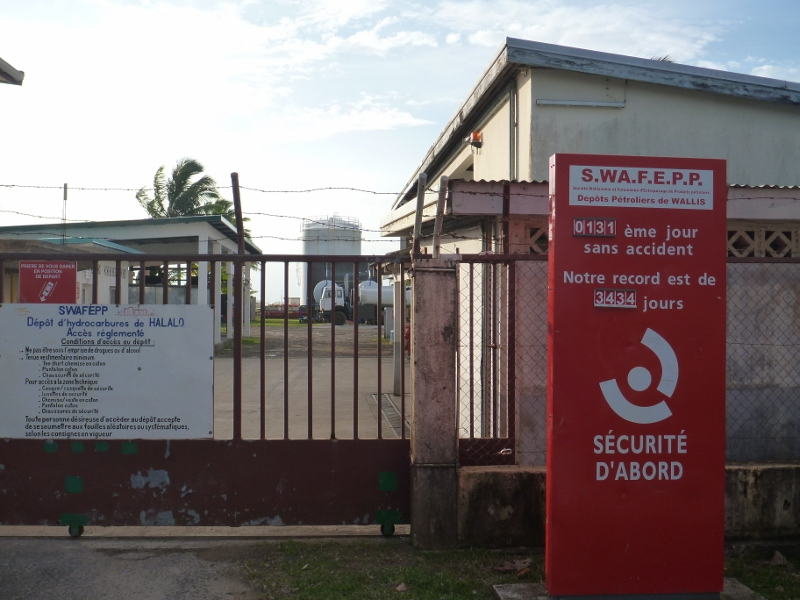
Des panneaux en français au dépôt d'hydrocarbures de Halalo, à Wallis (2012).

En 1961, Wallis et Futuna deviennent un territoire d'outre-mer français. Cela représente un tournant fondamental dans l'histoire de ces îles : la mission catholique perd une partie de son pouvoir, tandis que l'administration française est considérablement renforcée. L'Église perd le monopole de l'enseignement, qui se fait désormais en français. Des professeurs de métropole arrivent sur le territoire pour enseigner le même programme que dans le reste des écoles françaises, sans adaptation, alors même que les enfants ne parlent que wallisien. 
Pour Albert Likuvalu, « avec le changement de statut en 1961 et la relance de l’émigration sous une forme plus moderne, l’école s’oriente alors vers une francisation intégrale et vers la formation de « l’homme industriel » [...]. Ce qui caractérise cette période et l’enseignement, c’est la scolarisation obligatoire des enfants, l’utilisation du français comme seule langue autorisée ». 

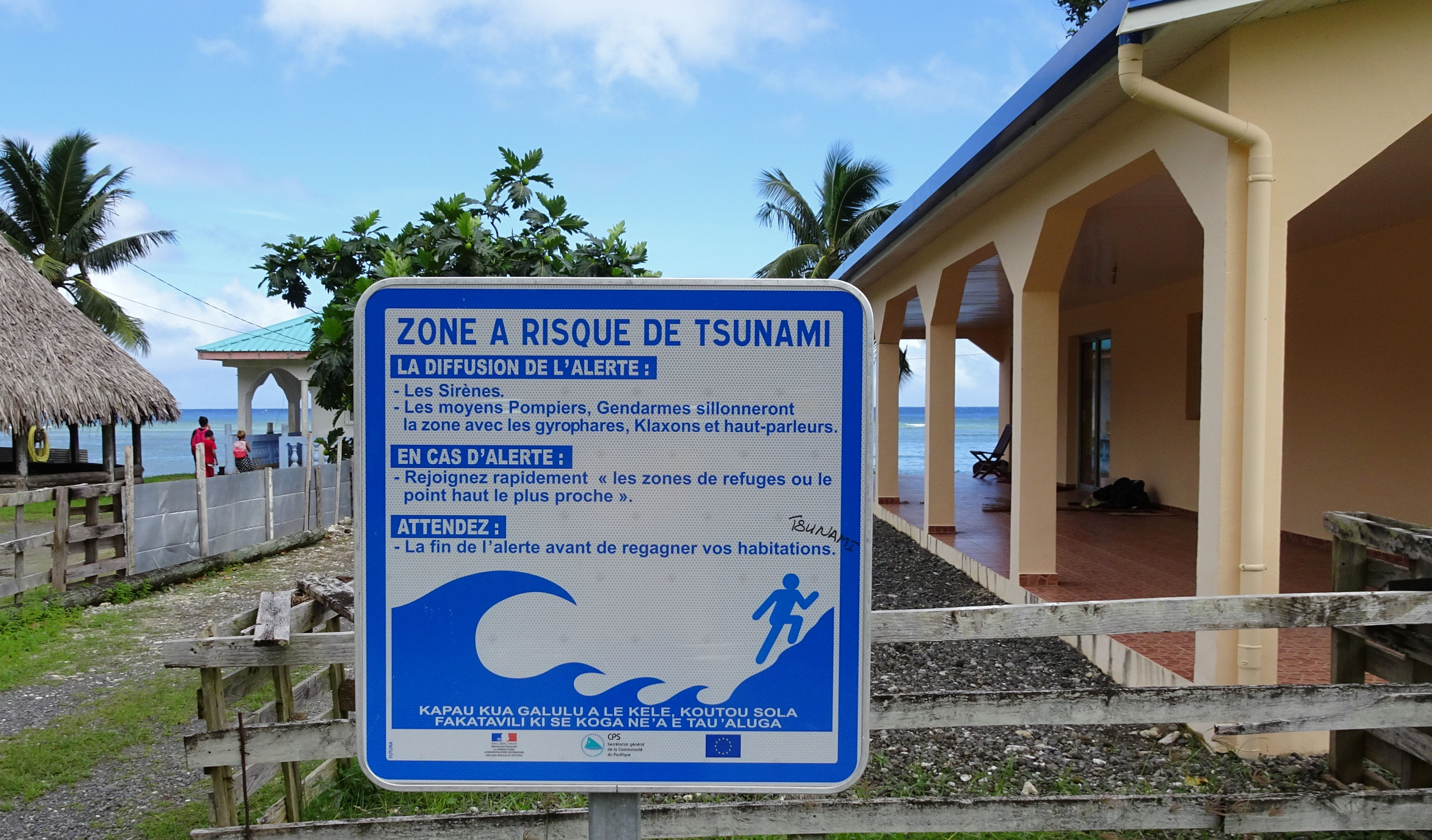
Panneau d'alerte tsunami à Vaisei (Futuna) à la fois en français et en futunien.

Ce changement a eu des conséquences profondes sur la société wallisienne. Peu à peu, les jeunes générations deviennent bilingues alors que les aînés ne parlent que leur langue vernaculaire ; la maîtrise du français devient un marqueur de réussite sociale car elle permet d'obtenir un emploi dans l'administration publique.
Bien que la politique linguistique française ne prévoie pas la disparition ou l'interdiction du wallisien et du futunien, le linguiste Karl Rensch juge en 1990 que ces langues sont menacées à long terme par le poids toujours plus important du français. Le linguiste Jacques Leclerc estime que « la politique linguistique du gouvernement français consiste simplement à ignorer les langues locales, le wallisien et le futunien, dans le cadre de l’administration de l’État et de l’éducation institutionnalisée ».

## Situation contemporaine (années 2000)

### Langues dans l'enseignement

#### Maternelle
Dans les années 1990, une réflexion est menée pour introduire l'enseignement en langue polynésienne. Cette initiative portée par l'ancien directeur de la Direction de l'enseignement catholique devenu sénateur, Robert Laufoaulu, est massivement soutenue par les parents d'élèves. 
Depuis 1997, l'enseignement à l'école maternelle se fait d'abord en langue vernaculaire, puis progressivement en français : la langue locale est utilisée à 90 % en petite section, 50 % en moyenne section et 10 % en grande section. En effet, la plupart des enfants arrivant à l'école ne sont pas francophones. Les enseignants de maternelle et du primaire sont tous Wallisiens ou Futuniens. Cette expérimentation de l'enseignement en wallisien et futunien dans plusieurs classes a donné lieu à la création de contenus pédagogiques dans ces langues, bien que calqués sur les réalités occidentales et ne reflétant pas forcément la culture et la vision du monde wallisienne et futunienne. 
En 2020, la nouvelle convention passée avec la mission catholique pour l'enseignement primaire prévoit la suppression des cours de langue vernaculaire. « Les enseignants établissent le triste constat de la montée en puissance de l'insécurité langagière. Les enfants ont soit du mal à parler correctement en français, soit dans la majorité des cas, ils préfèrent s'exprimer en français, au détriment de leur langue maternelle. ».  

#### Primaire, collège et lycée

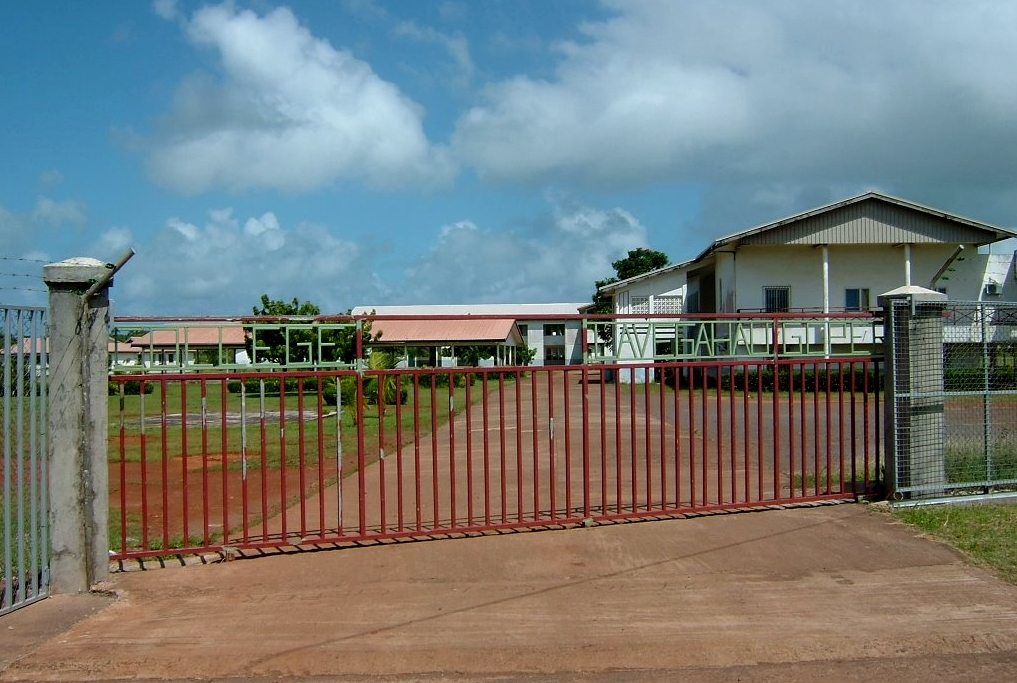
Le collège Vaimoana à Lavegahau à Wallis.

Les cours à l'école primaire, au collège et au lycée sont entièrement en français. À l'école primaire, le wallisien et le futunien sont enseignés une heure par semaine, et ces langues sont parfois utilisées par les enseignants (généralement des locaux bilingues) lorsque les élèves ne comprennent pas les consignes en français. Au collège et au lycée, les enseignants sont généralement originaires de métropole et ne parlent que le français. Les langues vernaculaires sont enseignées une heure par semaine au collège et sont en option au lycée. Depuis 2016, il est possible de présenter le wallisien ou le futunien au baccalauréat. En 2018, le wallisien devient une épreuve optionnelle au diplôme national du brevet (DNB). En 2000, ces cours sont massivement suivis par les élèves élèves Wallisiens et Futuniens (97%), mais peu parmi les élèves originaires de métropole (20%). 
Cette situation linguistique diglossique crée des difficultés d'apprentissage chez les élèves, pour qui le français est une langue apprise avant tout à l'école. En outre, Claire Moyse-Faurie souligne les grandes différences existantes entre le français et les langues vernaculaires : « futunien  et  wallisien  diffèrent  du  français  dans des domaines majeurs, comme l’expression de la possession, les repères temporels, l'expression du réfléchi et de la réciprocité, l’orientation dans l’espace, la terminologie de parenté ». D'autre part, les langues polynésiennes locales reposent avant tout sur une tradition orale et sont très peu écrites, contrairement au français. En conséquence, les résultats scolaires des élèves sont inférieurs à ceux de métropole, particulièrement en français dans la compréhension de l'écrit.
Dans les années 2000, les enseignants formés à l'antenne locale de l'IUFM ont des cours de langue vernaculaire et des cours de français langue étrangère. L'antenne wallisienne de l'IUFM ferme ses portes en 2012.

### Médias
La chaîne de télévision et la radio locale, Wallis et Futuna 1re, émettent des programmes en français et en wallisien ou en futunien. Un journal télévisé (ko te talalogo) est diffusé tous les jours en wallisien, ainsi que plusieurs autres émissions en wallisien. Le futunien est moins présent sur ce média local. Dans les années 1990 et 2000, le journal hebdomadaire Te Fenua fo'ou propose des articles en langues locales, avant sa fermeture en mars 2002 à la suite d'un différend politique avec le roi de Wallis Tomasi Kulimoetoke.

### Sauvegarde des langues vernaculaires
Pour la linguiste Claire Moyse-Faurie, « le contexte linguistique et culturel apparaît (...) extrêmement favorable à la préservation des langues vernaculaires : des communautés homogènes, une langue par île, un bon taux de scolarisation, une bonne sensibilisation des parents et des chefferies coutumières ». Toutefois, la linguiste souligne que l'avenir de ces langues n'est pas garanti sur le long terme. Elle plaide ainsi pour la mise en place d'un enseignement bilingue, notamment en langue maternelle tout au long de l'enseignement primaire.
Pour Charles André Lebon, directeur adjoint de l'IUFM du Pacifique (2000), « l’Éducation nationale conduit inévitablement à une acculturation et à un étouffement de la langue locale sur du long terme ». Il note en même temps que l'usage des langues vernaculaires reste important et connaît même un renforcement, du fait de la confrontation avec le français.
En 2019, la Wallisienne Fania Toa explique : « Contrairement à certaines régions de France, nos langues ne sont pas encore en danger mais nous restons vigilants ». Votée par l'assemblée territoriale en 2015 et financée par l’État, l'Académie des langues wallisienne et futunienne est inaugurée officiellement le 5 mars 2019 par la ministre des outre-mer Annick Girardin. Elle comprend une antenne à Wallis et une autre à Futuna, propose des cours de wallisien et de futunien et mène des travaux de normalisation linguistique, notamment autour du vocabulaire du numérique. Elle travaille en partenariat avec l'Académie des langues kanak, étant donné le nombre important de Wallisiens et Futuniens en Nouvelle-Calédonie.